# 1992年香港
|        | 香港歷史 \| 香港歷史年表                                                                                                   |
| 世紀： | 19世紀香港 \| 20世紀香港 \| 21世紀香港                                                                                     |
| 年代： | 1960年代香港 \| 1970年代香港 \| 1980年代香港 \| 1990年代香港 \| 2000年代香港 \| 2010年代香港 \| 2020年代香港               |
| 年份： | 1988年香港 \| 1989年香港 \| 1990年香港 \| 1991年香港 \| 1992年香港 \| 1993年香港 \| 1994年香港 \| 1995年香港 \| 1996年香港 |
| 紀年： | 壬申年（猴年）、香港開埠151周年、香港重光47周年                                                                            |

## 政府

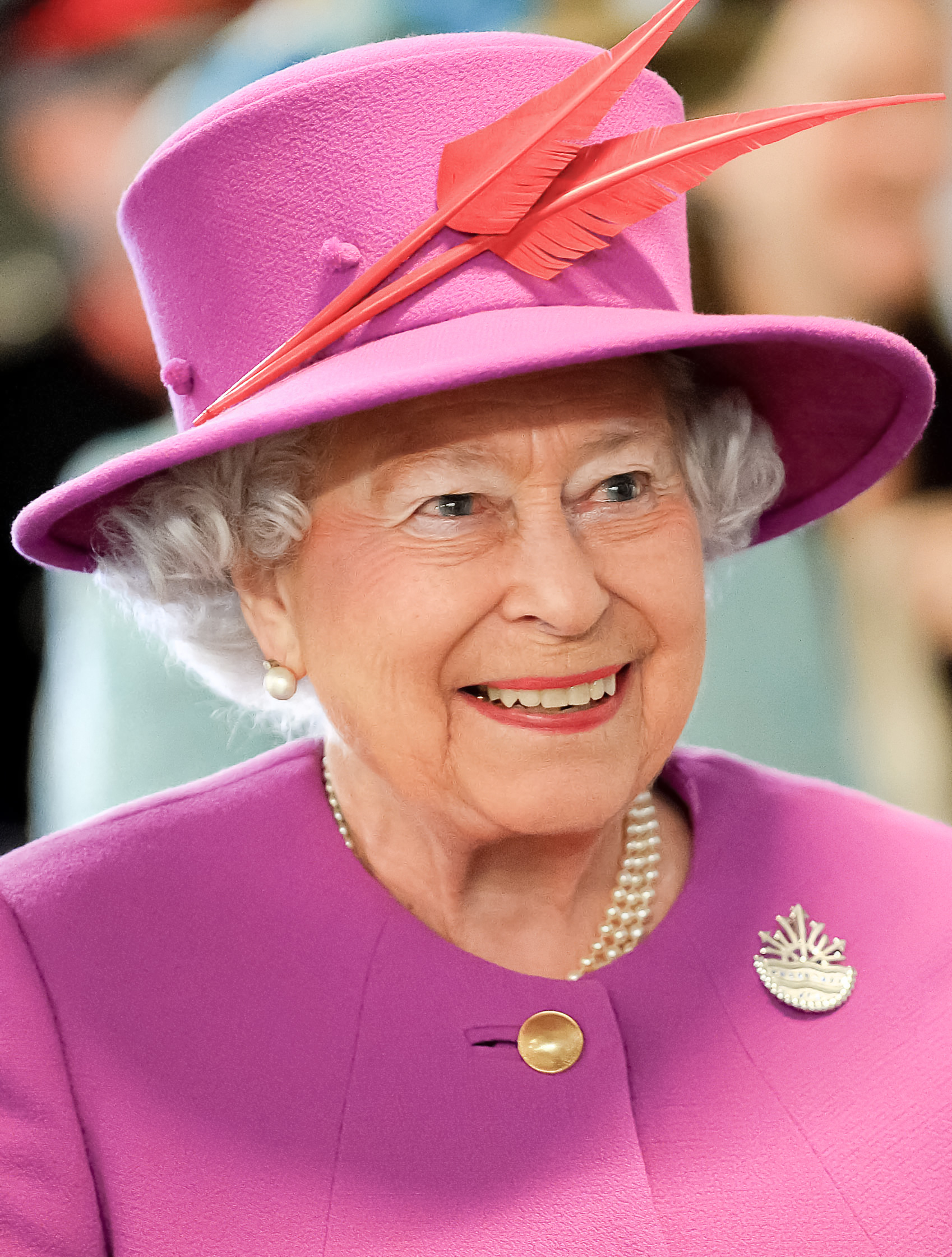
英国君主：伊丽莎白二世
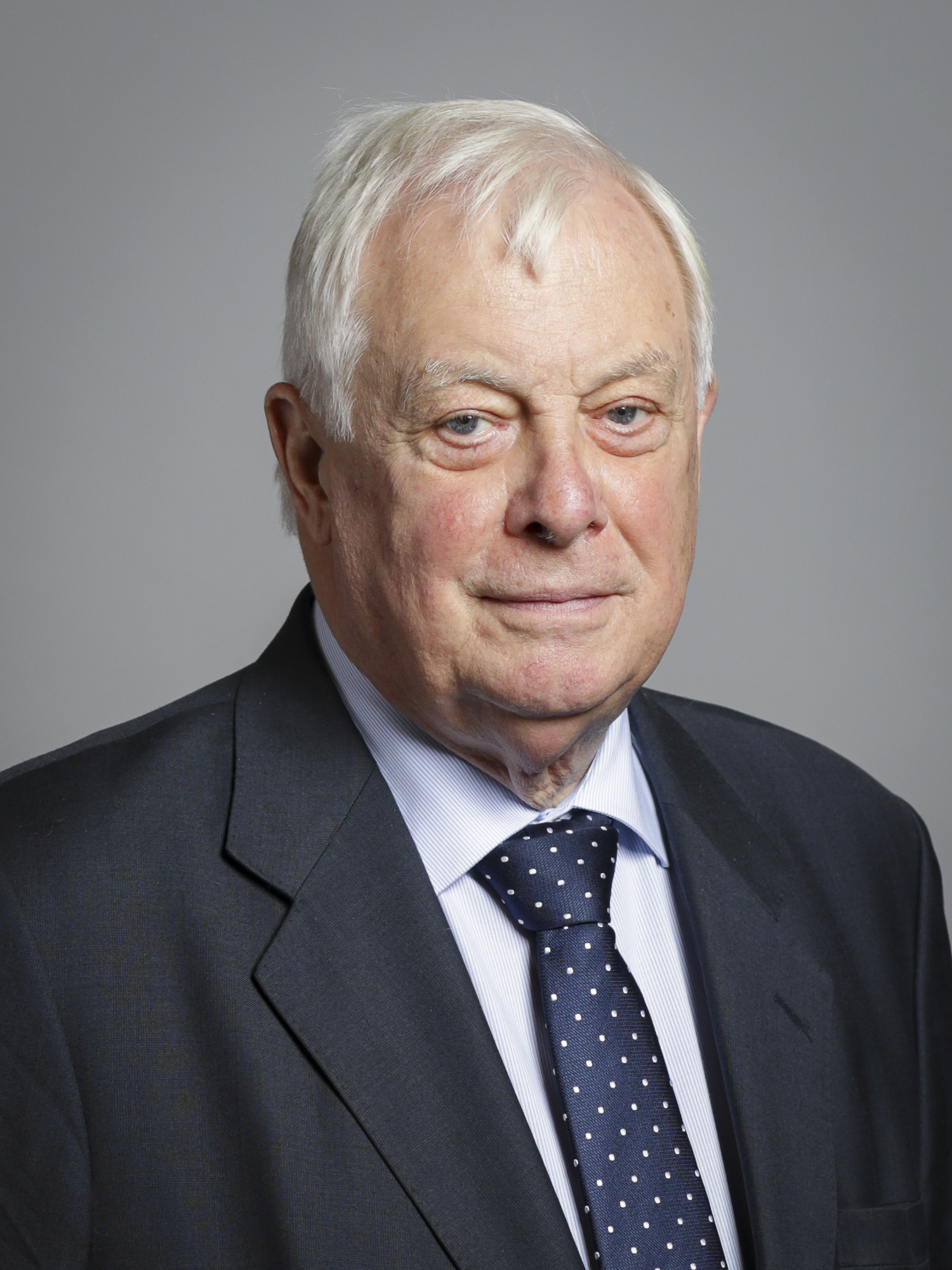
香港總督：彭定康

### 成員變動

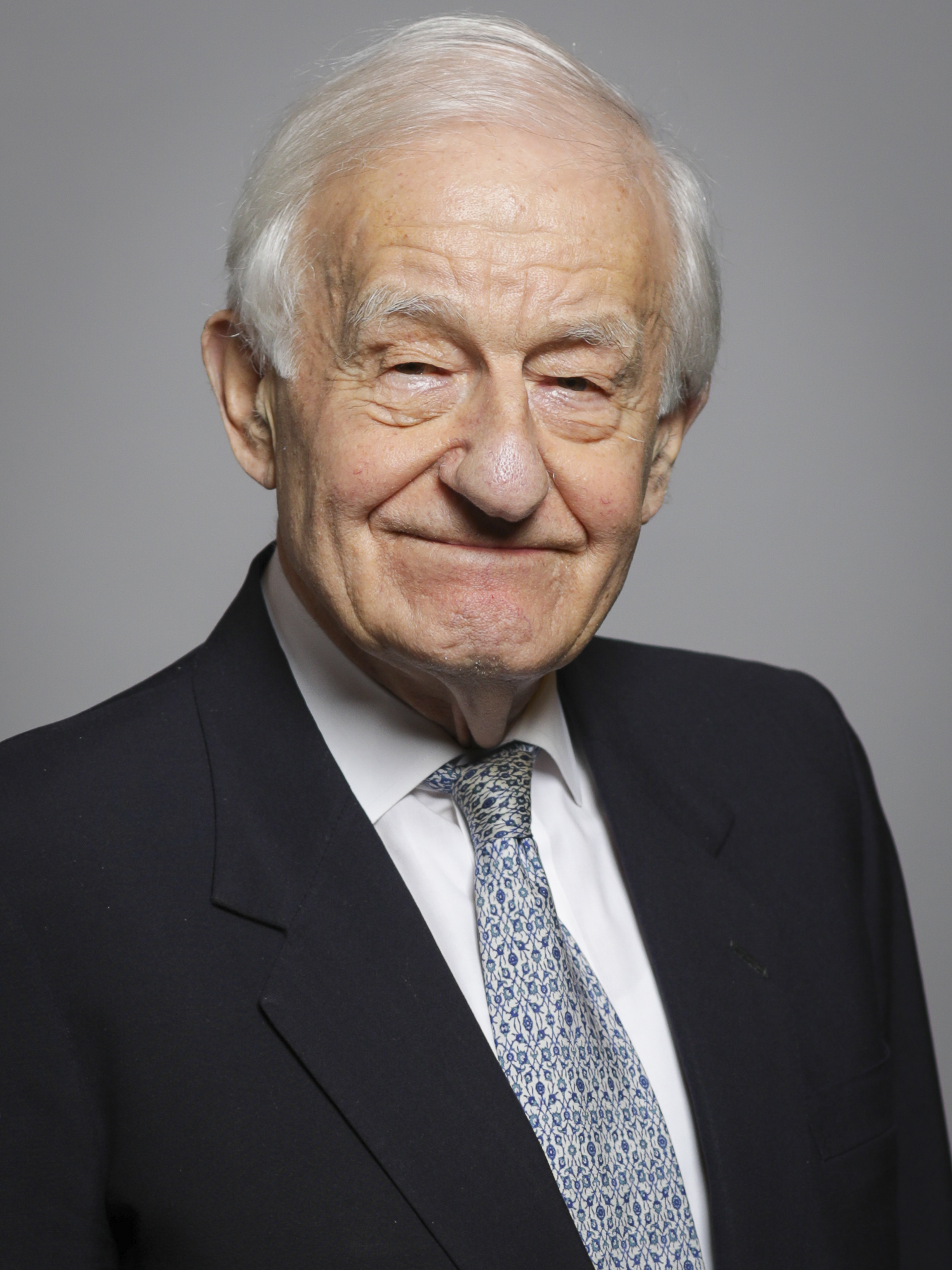
香港總督：衛奕信（任期屆滿）

## 大事記

### 1月
- 1月8日：電影《家有喜事》的底片被持槍男子劫走，有人懷疑他打算拿去勒索片商，但最後沒有勒索成功。[1]
- 1月15日：香港演藝界人士發起遊行，抗議一連串涉及電影圈的暴力事件，超過600名業界人士參與。
- 1月18日：時事評論員葉知秋（本名陳江南）疑因婚外情問題，被一名曾姓男子殺害[2]。
- 1月19日：
  - 4名劫匪打劫尖沙咀麼地道5號地下的德成錶行，損失總值3百萬元的手錶，一名外籍女遊客被流彈打傷[3]。
  - 政府嚴懲剋扣外地勞工工資及的僱主，並將罰款增加10倍[3]。
  - 職工盟發起簽名運動，要求政府提高個人入息稅免稅額[3]。
- 1月22日：荃灣荃錦中心1座27樓命案。

### 2月
- 港府遣返部分越南難民回國。
- 2月3日：石崗船民中心南越及北越船民因爭用熱水問題引發衝突，雙方更於營內用利刀、長矛、鐵通甚至汽油彈等廝殺，並釀成火災，導致24死126傷。[4]
- 2月16日：晚上8時許，一架行走恆安邨往沙田站85K線的丹尼士巨龍11米巴士（S3N142，車牌號碼DS6791），沿馬鞍山路往西貢方向行駛，在近富安花園失事墜坑，3名乘客受傷。
- 2月24日：沙田市區發生警匪槍戰，警匪雙方共開了19槍，有一名男子死亡。
- 2月24日：大角咀利得街發生警匪巷戰。
- 2月25日：油麻地發生罕見的雷明登鳥槍劫案，2名賊人打劫金行，搶走總值約500萬元金飾，其中1名賊人開了一槍，有數人受傷[5]。
- 2月26日：大埔林錦公路有2部的士相撞，4人受傷[5]。

### 3月
- 3月10日：深水埗大埔道周生生金行械劫案。
- 3月17日：匯豐銀行收購英國米特蘭銀行。
- 3月20日：1989年1月進行的九龍城寨拆遷計劃二期完成。

### 4月
- 4月3日：港府批准在中區海傍進行填海，所獲20公頃土地供興建機場鐵路的終點港島總站之用。
- 4月7日：九龍城寨第2期清拆行動開始，警民發生大規模衝突。
- 4月13日：高等法院頒令禁止郊野公園管理局在沙螺洞發展高爾夫球場。
- 4月15日：政府宣佈於1994年5月以後解散皇家香港義勇軍團。
- 4月16日：富藝電影公司東主蔡子明在其位於尖沙咀的辦公室外，被三、四名槍手近距離連開九槍，倒在血泊中身亡。蔡子明曾擔任李連杰經紀人。
- 4月20日：香港油輪“海星”號在南中國海爆炸，2名船員喪生。
- 4月21日：大角咀警察圍捕金行劫匪，警民17人被劫匪炸傷。
- 4月23日：聯合國難民專員公署根據自願遣返計劃，安排第100班航機運送越南入境者返國。
- 4月24日：
  - 警方在大角咀圍捕匪幫，雙方開槍激戰百餘響，匪徒引爆5枚手榴彈，12名市名及1名警員受傷。
  - 屯門色魔林國偉首次犯案。
  - 彭定康獲英國首相馬卓安委任為香港總督，接替衛奕信。
- 4月28日：患上受迫害妄想症的親共人士認為13歲女兒不願返大陸居住等同「背叛中國政府」，在沙田乙明邨明信樓寓所用手扼死女兒後將屍體放入雪櫃（相信當時政府仍然未有要求中小學「缺課7天上報」機制），直至5月8日摸上《文匯報》報館向女記者說殺了女兒，記者其後報警。

### 5月
- 5月3日：旺角亞皆老街姦殺案。
- 5月4日：《香港聯合報》創刊；香港股市突破5600點大關。
- 5月5日：
  - 晚上，一輛行走筲箕灣往美孚的102線利蘭奧林比安11米空調巴士（AL68，車牌號碼EZ1252）在旺角上海街被五名賊人騎劫駛往深水埗，途中警方與賊人有駁火，車身外留下不少子彈孔，大部分玻璃亦碎裂。巴士後來撞向一輛私家車。私家車司機下車理論時亦遭劫匪槍擊。最後劫匪在深水埗警署附近下車逃去。事後警方禁止於上海街行駛的另外三輛九巴（其中一部為行走1號線往竹園邨的利蘭奧林比安11米巴士（S3BL175，車牌號碼DR622）；其餘兩部為行駛3C線往慈雲山的丹尼士喝采型巴士（N149，車牌號碼CK788）及丹尼士巨龍11米空調巴士（AD1，車牌號碼EL5113））離開，並逐一檢查乘客。整宗劫案造成兩死19傷。
  - 5名劫匪打劫旺角砵蘭街瑞興麻雀館，一名麻雀館顧客因未有交出金錶而被槍斃。劫匪離去時在鬧市登上一輛102號巴士挾持30名人質，並向追至的警察開槍，及投擲多枚手榴彈，槍殺1名私家車司機，事件造成2死19傷。案中劫匪最後在中國內地被捕及處決。[6][7]
- 5月7日：浸會醫院槍殺案。被人斬傷留醫的32歲電影公司東主黃朗維，在病床上被人用點38口徑手槍開一槍打中太陽穴，轉送伊利沙伯醫院搶救，四日後不治。黃朗維日前掌摑梅艷芳，疑遭陳耀興報復。
- 5月8日：受低壓槽影響，廣泛地區出現滂沱大雨，最高每小時雨量為109.9毫米，位列有紀錄以來第四位（其後被2006年7月16日的115.1毫米、2008年6月7日的145.5毫米及2023年9月8日的158.1毫米打破），並造成多宗山泥傾瀉，至少4死3傷1失踪，保險業的賠償逾億。[8]當中薄扶林碧瑤灣近第44座的斜坡發生山泥傾瀉，山泥更湧入其中一幢住宅大廈，一名在地面層住宅單位的廚房的7歲男童，及一名在現場視察的38歲政府工程師被活埋死亡。

- 5月11日：香港大學社會科學研究中心發表調查報告，84市民贊成恢復死刑。
- 5月12日：英國與越南簽署有秩序遣返滯港越南船民協議。
- 5月18日：藝人陳百強突然昏迷不醒，及後於1993年10月25日終告不治去世。
- 5月19日：香港民主同盟主席李柱銘批評衛奕信時代對香港民主發展造成災難性打擊。
- 5月21日：英國與越南達成遣返越南船民協議後，引發滯留香港的越南船民不滿，觸發大鴉洲船民中心發生騷亂，警方施放60枚催淚彈鎮壓。
- 5月22日：港同盟主席李柱銘、副主席楊森訪英，其間受到馬卓安及彭定康的接見。
- 5月25日：恆生指數突破6000點；大嶼山北部發現新石器時代村落遺址——竹篙灣扒頭鼓遺址
- 5月26日：港府決定於1995年取消電話公司專利權。
- 5月27日：荃錦交匯處五車相撞意外，貨櫃車煞車失靈撞向前方另一貨櫃車，令其衝前撞向等候入交匯處的私家車再其推向前方巴士並壓成廢鐵，1名外籍私家車司機死亡。

### 6月
- 6月2日：政府批出大嶼山高速公路大濠段工程，總值35億元；行政局批准延續中巴專營權2年，但把26條巴士線劃出公開競投及取消現行的利潤管制計劃。
- 6月3日：港府與香港電訊協定，未來3年本地電話服務收費將按照以消費物價指數減 4﹪的公式訂定，國際電話收費減 12﹪。
- 6月7日：《香港人權法案》全面生效；第20屆 "香港小姐" 競選揭曉，盧淑儀奪冠。
- 6月10日：港府發表新機場計劃《現金流量表》及《業務計劃簡要》，同時公佈新機場10項核心工程總開支到1997年完成時為1753億元。
- 6月12日：民主建港聯盟宣告成立
- 6月13日：香港83人獲英女皇授勳銜，其中兩局議員范徐麗泰、科大副校長麥法誠（F. C. Macpherson）、前太古集團主席葛達禧獲CBE銜。
- 6月17日：天文台宣佈實施暴雨警告系統。
- 6月19日：香港政府首次將長期滯留香港的38名越南船民遣返越南。
- 6月22日：香港立法局議員吳明欽患血癌去世。
- 6月23日：香港警方在田灣破獲一宗大毒品案，繳獲海洛因 396 公斤，是當時最大批海洛英。
- 6月24日：港府與深圳達成協議，自7月1日起延長4個邊境口岸的開放時間。

### 7月
- 7月1日：九龍城寨清拆行動結束，居民全部遷出。
- 7月2日：政府決定1993年1月發出全港性收費電視專利牌照。同日，周星馳、梅艷芳等主演之喜劇電影『審死官』上映，奪得當年香港電影票房之冠[9]。
- 7月3日：第27任港督衛奕信爵士正式離任[10]。
- 7月9日：第28任港督彭定康抵港履新，成為英國派駐香港的最後一任總督。[11][12]
- 7月12日：無證媽媽的丈夫請願，在督轅外與警察發生衝突，12人受傷。
- 7月15日：立法局動議通過立法局選舉採用單議席單票制。
- 7月18日：熱帶風暴菲爾襲港，天文台發出三號強風信號。[13]
- 7月22日：強烈熱帶風暴加里襲港，天文台發出八號東北及東南烈風或暴風信號。[14]
- 7月29日：政府公佈決定發牌給其他本地固定電訊網絡經營者，使其能與香港電訊競爭。

### 8月
- 8月1日：嚴禁吸煙範圍擴大至所有電影院、劇場和音樂廳的座位、娛樂遊戲機中心、公共電梯及所有公共交通工具。
- 8月6日：大埔舉行盛大花車巡遊，慶祝太和市（即大埔墟）開墟100週年。
- 8月11日：居者有其屋第14期（乙）共推出6,856單位，單位售價43.03萬至133.3萬元，折扣率為市價的45﹪。
- 8月12日：財政司下令調查資產近80億元的聯合集團，香港聯合集團等10家上市公司突遭停牌。
- 8月23日：大嶼山石壁水塘發生巴士車禍。
- 8月25日：中區國際大廈發生火警。
- 8月28日：
  - 元朗滿利大廈七樓命案。
  - 中華電力青山發電廠發生爆炸，2死19人傷。[15]
- 8月30日：
  - 南昌邨殺嬰案。
  - 立法局新界選區的議席在屯門和元朗舉行補選。

### 9月
- 9月1日：房委會屬下約21萬戶公屋單位加租，平均加幅為22%。
- 9月19日：行政局批准城巴專利經營港島26條巴士線，由1993年9月開始，為期3年。
- 9月30日凌晨：屯門紅橋青翠徑露天停車場兩輛石油罐車爆炸，20餘輛車受損。

### 10月
- 彭定康上任港督之後，在當年的首份施政報告推出政改方案，內容包括改變最後一屆立法局的組成及取消所有在區議會的委任議席等。根據方案，最後一屆香港立法局會大幅度增加直選議席，以及增加九個功能界別。
- 10月16日：大埔運頭塘邨命案。
- 10月18日：中環永安街一座戰前舊樓全座塌樓。
- 10月20日：港督彭定康首次訪問北京。
- 10月21日：早上十一時許，一輛貨櫃車在屯門公路近深井因燃油耗盡而停在路旁，惟車尾露出公路慢線，其後兩輛貨櫃車因閃避慢線駛出車輛而相繼停下。此時一輛行走66M線的利蘭奧林比安（S3BL317，車牌號碼EB2620）閃避不及，從後撞向三輛貨櫃車，巴士整個左邊車頭被削去，造成1死12傷。巴士事後改用空調巴士的車嘴。
- 10月28日：中英雙方同意公佈7份外交文件，以示中英雙方曾就1995年香港政制安排討價還價。

### 11月
- 11月4日：柴灣道落斜往西灣河方向發生巴士撞嶨翻車意外，多人受傷司機殉職。[16]
- 11月15日：政府以爆破方式拆卸小欖的樂安排海水化淡廠煙囪。這是香港首次以爆破方式拆卸建築物。
- 11月27日：中方宣佈不承認九號貨櫃碼頭的經營權。該經營權由香港政府批予怡和集團。
- 11月28日：獅子山隧道嚴重車禍，3死5傷。[17]
- 11月29日：中巴小西灣車廠有11輛巴士火警，其中5輛嚴重焚毀。[18]
- 11月30日：中方宣佈任何跨越1997年的合約，未經中方審批，一律不予承認。

### 12月
- 12月1日：特別任務連圍捕荃灣中心廣州樓持械匪幫，雙方爆發槍戰，匪徒以AK-47還擊，並從高空向地面投擲手榴彈。1名警長受傷，6人被捕。[19]
- 12月2日：6名賊人打劫旺角太子道西一間珠寶金行，賊人準備截的士逃走時與警員駁火，的士跌落泥坑，其中一名賊人傷重死亡[20]。
- 12月20日：34歲女子被發現滿身鮮血及倒臥於其沙田馬鞍山住所的客廳內，身上有多處刀傷，旁邊有兩把染血菜刀，女子被送往醫院搶救，延至同日早上6時12分死亡。
- 12月22日：銅鑼灣崇光百貨發生火警，幸無人傷亡。
- 12月23日：青衣島翠怡花園一名兇手要求死者復合被拒，用利刀將死者殺死，死者女兒放工返回寓所，撞見兇手正在處理現場，被告用刀指嚇她用繩將她綑綁，兇手原想殺害死者女兒，但在她苦苦哀求下放過她，兇手後來在浴室上吊，死者女兒趁機掙脫綑綁向鄰居求救。
- 12月25日：城巴火炭車廠有7輛巴士發生火警，部份嚴重焚毀。

## 出生人物
- 王敏奕、工藤佑采、葉蒨文、吳若希、鄺潔楹、林凱恩、林穎彤、陳嘉桓、陳明憙、柳應廷、江𤒹生

## 逝世
- 4月16日：蔡子明（38歲），李连杰的经纪人，被人枪杀。
- 7月26日：羅石青（50歲），前亞洲電視演員，跳樓自殺。
- 12月24日：雷覺坤（57歲），香港著名富豪，九龍巴士公司董事，病逝。

## 節慶
下列節慶，如無註明，均是香港的公眾假期，同時亦是法定假日（俗稱勞工假期）。有 # 號者，不是公眾假期或法定假日（除非適逢星期日或其它假期），但在商業炒作下，市面上有一定節慶氣氛，傳媒亦對其活動有所報導。詳情可參看香港節日與公眾假期。
- 1月1日（星期三）：元旦
- 2月4日（星期二）：農曆年初一
- 2月5日（星期三）：農曆年初二
- 2月6日（星期四）：農曆年初三
- 4月4日（星期六）：兒童節 #、清明節
- 4月17日（星期五）：耶穌受難節（是公眾假期，但不是法定假日）
- 4月18日（星期六）：耶穌受難節翌日（是公眾假期，但不是法定假日）
- 4月20日（星期一）：復活節星期一（是公眾假期，但不是法定假日）
- 6月5日（星期五）：端午節
- 6月13日（星期六）：英女皇壽辰（是公眾假期，但不是法定假日）
- 6月15日（星期一）：英女皇壽辰後第一個星期一（是公眾假期，但不是法定假日）
- 8月29日（星期六）：8月份最後一個星期一之前一個星期六（是公眾假期，但不是法定假日）
- 8月31日（星期一）：8月份最後一個星期一為重光紀念日
- 9月11日（星期五）：中秋節 #
- 9月12日（星期六）：中秋節翌日
- 10月4日（星期日）：重陽節
- 10月5日（星期一）：重陽節翌日（補10月4日）
- 10月31日（星期六）：萬聖夜 #
- 12月21日（星期一）：冬至（是法定假日，但不是公眾假期，根據法定假日放假的機構，或會聖誕節放假，冬至不放假。部份機構或會提早下班）
- 12月24日（星期四）：平安夜#（不是公眾假期或法定假日，但部份機構或會提早下班或放假一天）
- 12月25日（星期五）：聖誕節（根據法定假日放假的機構，或會冬至放假，聖誕節不放假）
- 12月26日（星期六）：聖誕節後第一個周日（是公眾假期，但不是法定假日）
- 12月31日（星期四）：公曆除夕# （不是公眾假期或法定假日，但部份機構或會提早下班或放假一天）

## 大型獎項

### 電視廣播有限公司獎項（1992年）
香港小姐
- 冠軍：盧淑儀
- 亞軍：劉殷伶
- 季軍：張雪玲
- 最上鏡小姐：盧淑儀
- 國際親善小姐：劉殷伶
- 新秀歌唱大賽金獎（冠軍）：車婉婉
- 最受歡迎男歌星：劉德華
- 最受歡迎女歌星：葉蒨文
- 金曲金獎：《分手總要在雨天》（歌手：張學友）

## 資料來源
1. ↑  . 星島日報. 2018-01-15  [2022-10-08]. （原始内容存档于2022-10-14）.
2. ↑  1992年2月5日，無綫電視翡翠台《新聞簡報》
3. 1 2 3  1992年1月19日，無綫電視翡翠台《晚間新聞》
4. ↑  . 明報. 2009年1月17日  [2021年1月21日]. （原始内容存档于2016年3月12日）.（繁體中文）
5. 1 2  1992年2月26日 - 無綫香港早晨
6. ↑  . 亞視新聞. 1992年5月6日  [2013年6月8日]. （原始内容存档于2020年2月26日）.（粵語）
7. ↑  YouTube上的香港重案實錄－旺角戰場（粵語）
8. ↑  . 無綫新聞及亞視新聞（2分51秒起）. 1992年5月8日  [2013年6月8日]. （原始内容存档于2020年11月21日）.（粵語）
9. ↑  一九九二年香港電影票房列表：https://web.archive.org/web/20210227120218/http://www.boxofficecn.com/hkboxoffice1992
10. ↑  1992年7月3日六點半新聞報道
11. ↑  . 無綫新聞. 1992年7月9日  [2016年12月15日]. （原始内容存档于2017年4月4日）.（粵語）
12. ↑  . 無綫新聞. 1992年7月9日  [2016年12月15日]. （原始内容存档于2020年2月24日）.（粵語）
13. ↑  . 亞視新聞及無綫新聞. 1992年7月18日  [2016-12-15]. （原始内容存档于2017-04-04）.（粵語）
14. ↑  . 無綫新聞. 1992年7月22日  [2016年12月15日]. （原始内容存档于2017年4月4日）.（粵語）
15. ↑  . 無綫新聞. 1992年8月28日  [2016年12月15日]. （原始内容存档于2019年11月29日）.（粵語）
16. ↑  . 亞視新聞. 1992年11月4日  [2017年12月25日]. （原始内容存档于2020年2月26日）.（粵語）
17. ↑  . 亞視新聞. 1992年11月28日  [2013年6月8日]. （原始内容存档于2020年11月29日）.（粵語）
18. ↑  . 無綫新聞. 1992年11月29日  [2013年6月8日]. （原始内容存档于2016年10月11日）.（粵語）
19. ↑  YouTube上的香港重案實錄－飛虎奇兵
20. ↑  1992年12月2日，無綫電視翡翠台新聞提要

## 外部連結
- 1992年5月8日香港暴雨（页面存档备份，存于），《星期五檔案》，無綫電視，1992年5月15日播出